# Enrique Borja
Pour les articles homonymes, voir Borja.
Enrique Borja (nom complet : Enrique David Borja García), né le 30 décembre 1945 à Mexico, est un ancien footballeur mexicain.

## Biographie
Il a joué au poste d'attaquant aux Pumas UNAM et au Club América. Il a terminé trois fois meilleur buteur du championnat mexicain lors des saisons 1970-1971 (24 buts) et 1971-1972 (26 buts) et 1972-1973 (20 buts).
Il a aussi inscrit 31 buts lors de ses 65 sélections en équipe du Mexique entre 1966 et 1975. Il a notamment participé à deux coupes du monde en 1966 (il marque lors du match contre la France à Wembley) et en 1970.